# Mỹ thuật Ấn Độ
Ấn Độ là một quốc gia rộng lớn ở Nam Á, có quá trình dựng nước trên 5000 năm, kéo theo đó là một nền văn hóa đặc biệt là mỹ thuật đã hình thành và phát triển rực rỡ.

## Hình thành
Mĩ thuật Ấn Độ được phát triển từ 3000 năm trước Công nguyên.

## Cơ sở phát triển
Ấn Độ là quốc gia có nhiều tôn giáo, và chi phối nhiều nhất trong tư tưởng và văn hóa Ấn Độ là đạo Hindu (hay còn gọi là Ấn Độ giáo). Đó chính là nền tảng phát triển cho nền mỹ thuật Ấn Độ về mọi phương diện: kiến trúc, điêu khắc, hội họa...

## Các tác phẩm (công trình) lớn
- Đền thờ Thần Mặt Trời
- Thần Shiva
- Cụm Thánh tích Ma-ha-ba-li Pu-ram (xây dựng năm 630 đến năm 715)
- Đền Ven Biển (xây dựng bằng đá)